# Заговор Мале
За́говор генерала Мале́ (фр. conspiration de Malet или conspiration du général Malet) — во Франции 1812 года, во время отсутствия в Париже Наполеона, занятого в военной кампании в России, попытка захвата власти, осуществлённая под руководством республиканского генерала Клод-Франсуа Мале (1754—1812).

## История
Мале, убеждённый республиканец, обвинённый Евгением Богарне в подготовке заговора против Наполеона, в 1807 году был заключён в парижскую тюрьму Сент-Пелажи, затем в азиль для душевнобольных доктора Дюбюиссона. В лечебнице, вместе с аббатом Лафоном (1766—1836), бывшим на службе у Бурбонов, подготовил несколько поддельных документов: сообщение Сената о смерти Наполеона в России, об устранении его семьи от престонаследия и об учреждении временного правительства, куда должны были войти Матьё де Монморанси, Алексис де Ноай, Моро, префект Сенского департамента Фрошо; а также документ о назначении Мале комендантом Парижа и дивизионным генералом, приказы о смене отдельных чиновников другими лицами.
В октябре 1812 года, в ночь с 22 на 23, Мале с Лафоном сумели бежать из лечебницы. Мале предъявил фальшивые приказы полковнику Сулье (Gabriel Soulier), командовавшему 10-й когортой национальной гвардии и находившемуся в Попенкурских казармах. Он уверил солдат, что Наполеон погиб в России. С помощью отряда солдат, откомандированных полковником в распоряжение Мале, тот освободил из тюрьмы де ля Форс генералов Гидаля и Лагори (бывший начальник штаба Моро). Лагори, в свою очередь, арестовал министра полиции Савари и префекта Паскье.
Мале передал командиру 2-го пехотного полка Раббу приказ занять Сенат, дворец, казначейство, банк, городские заставы. Рабб направил солдат для исполнения. Обратившись к парижскому коменданту Гюлену с сообщением о смерти императора и учреждении временного правительства, но встретив недоверие, Мале выстрелил коменданту в лицо и тяжело ранил его в челюсть. Полицейский генерал Пак и адъютант Лаборд сумели обезоружить и арестовать Мале.
К утру заговор был подавлен. Перед военным судом предстали 25 человек. 29 октября 1812 года тринадцать из них расстреляны, включая Мале, Лагори и Гидаля.